# 奥克兰圣彼得中学
奥克兰圣彼得中学（St Peter's College, Auckland）是位于新西兰奥克兰市中区的一所天主教男子中学。該校为新西兰最大的一所天主教教会中学。該校于1939年由基督教兄弟会创办，但从2008年起，学校的教职员工已全部是非神职人员 。 年圣彼得中学的学生民族成份十分多元，在校学生最多时人数达1千2百人。在学术方面，圣彼得中学对高年级学生采用国家教育成就证书考试（NCEA）与剑桥国际考试（CIE）并行的教育模式 。
学校座右铭：奉献爱心，服务他人 (Amare et Servire)
学校类型：公私混合天主教男子中学（7-13年级）
建校年代：1939年
学校地址：23 Mountain Rd, Epsom, Auckland 3
校长：James Bentley
学生人数：1177人
学生社会经济背景：第8组别（第10为最高）

## 校友名人[1]
- 丹尼斯·乔治·布朗（1937年生）：天主教奥克兰教区第十任主教(1983-1994年)，天主教汉密尔顿教区第二任主教（1994年至今）
- 克里斯托弗·约瑟夫·卡特尔(1952年生)：新西兰内阁部长
- 马丁·邓恩少将(1950年生)：新西兰国防军联合部队司令（2001-2004年）
- 麦克尔·杰拉德·费爵士(1949年生)：新西兰商业银行家，1987、1988、1992年新西兰三次挑战美洲杯帆船赛活动主席
- 赛缪尔·亨特(1946年生)：诗人
- 贝纳德·约瑟夫·麦克卡希尔(1962年生)：新西兰橄榄球全黑队内侧中卫与外侧中卫(1987-1991年)

## 官方网站
www.st-peters.school.nz （页面存档备份，存于）

## 腳註

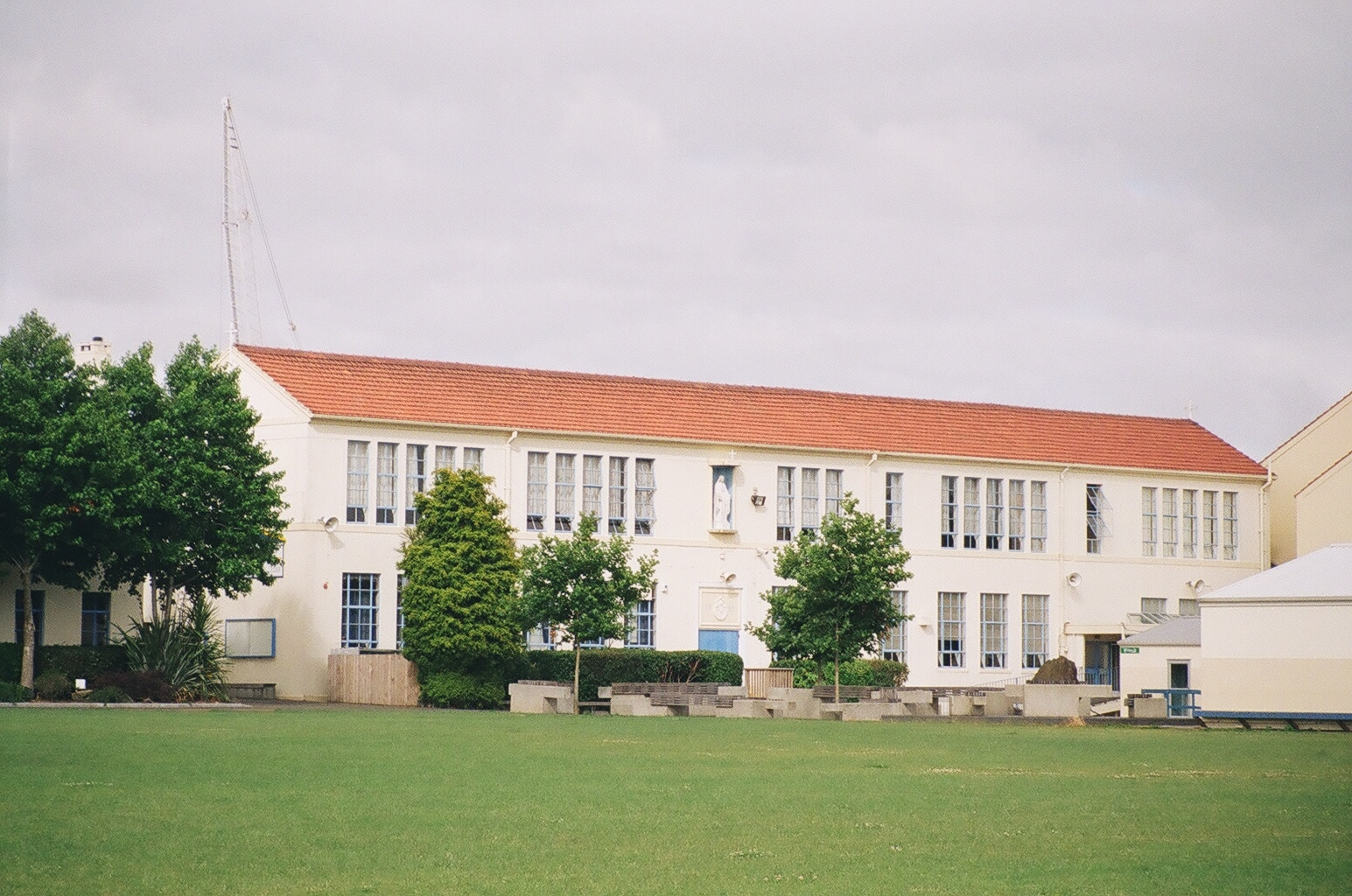
Kāreti o Hato Pita, Tāmaki-makau-rau

1. 1 2 3  Rick Maxwell: St Peter's College, Auckland，Simerlocy出版社，奥克兰，2008